# Skool Luv Affair
Skool Luv Affair es el segundo EP del grupo surcoreano BTS. El álbum fue publicado el 12 de febrero de 2014 y contiene 10 canciones, siendo «Boy in Luv» su sencillo principal. En abril, el grupo promovió «Just One Day», otro sencillo del álbum. La edición especial del álbum, llamada Skool Luv Affair (Special Addition) fue publicada el 14 de mayo de 2014 con dos nuevas canciones: «Miss Right» y un remix de Slow Jam de la canción «I Like It». Skool Luv Affair se colocó en el vigésimo álbum mejor vendido en Corea del Sur en 2014.

## Antecedentes y lanzamiento
El 2 de febrero de 2014, Big Hit Entertainment publicó un tráiler del regreso de BTS en YouTube, preparando el siguiente álbum, Skool Luv Affair y varios eventos. El tráiler consistía de coloridas formaciones que aparecían en la pantalla, acompañado con un rap de Rap Monster. Tres días después, Big Hit publicó la lista de canciones oficial del álbum en su cuenta de Twitter. También publicaron la canción «Just One Day» para reproducir vía streaming de forma gratuita. Un día después, se lanzó la preview del álbum, revelando que «Boy in Luv» sería su sencillo principal. El grupo presentó un show por su regreso, interpretando «Boy in Luv» y «Jump».

### Skool Luv Affair Special Addition
El repack del álbum, Skool Luv Affair (Special Addition), fue publicado el 14 de mayo de 2014 y se compone por tres discos, un CD y dos DVD de momentos memorables de los shows de BTS. Además de las canciones del disco original, este álbum contiene dos canciones nuevas: «Miss Right» y un remix de Slow Jam de la canción «I Like It». Además, tiene nuevo diseño de portada del disco.

## Videoclips
El videoclip de «Boy in Luv» fue publicado el 11 de febrero de 2014. El mismo muestra a los miembros como estudiantes, actuando varias escenas en las cuales muestran sus interés hacia el personaje principal femenino. El videoclip de «Just One Day» fue publicado el 6 de abril de 2014, y en él participan todos los miembros del grupo: Jin, Rap Monster, J-Hope, SUGA, Jimin, V y Jungkook, en preparación para los eventos futuros del grupo. El videoclip muestra un contraste más leve que el de «Boy in Luv»; mostrando a los miembros sentándose tanto en la luz como en la oscuridad, bailando en unas sillas en un fondo blanco. También se hizo la versión en L. A. de «Boy in Luv», publicada por Mnet y dirigida por el rapero estadounidense Warren G, en este videoclip se muestra, al igual que en el videoclip original, a los miembros mostrando su interés hacia varias chicas, las cuales ellos mismos salieron a invitar para que ellas puedan participar en su videoclip, en una de sus giras por Estados Unidos, este video es una combinación del video original de «Boy in Luv» con un video típico de hip hop estadounidense de los años 90.

## Lista de canciones
| N.º   | Título                                                            | Escritor(es)                                                    | Duración |  |
| 1.    | «Intro: Skool Luv Affair»                                         | Pdogg, Slow Rabbit, Rap Monster, Suga, J-Hope                   | 2:58     |  |
| 2.    | «Boy in Luv» (상남자; Sang-namja)                                 | Pdogg, "Hitman" Bang, Rap Monster, Suga, Supreme Boi            | 3:50     |  |
| 3.    | «Skit: Soulmate»                                                  |                                                                 | 1:32     |  |
| 4.    | «Where Did You Come From?» (어디에서 왔는지; Eodieseo Wassneunji) | Cream, Rap Monster, Suga, J-Hope                                | 4:00     |  |
| 5.    | «Just One Day» (하루만; Haruman)                                  | Pdogg, Rap Monster, Suga, J-Hope                                | 4:00     |  |
| 6.    | «Tomorrow»                                                        | Suga, Slow Rabbit, Rap Monster, J-Hope                          | 4:22     |  |
| 7.    | «BTS Cypher Pt. 2: Triptych»                                      | Supreme Boi, Rap Monster, Suga, J-Hope                          | 4:48     |  |
| 8.    | «Spine Breaker» (등골브레이커; Deung-gol Beuleikeo)               | Pdogg, OWO, Rap Monster, Suga, J-Hope, Slow Rabbit, Supreme Boi | 3:59     |  |
| 9.    | «Jump»                                                            | Suga, Pdogg, Supreme Boi, Rap Monster, J-Hope                   | 3:57     |  |
| 10.   | «Outro: Propose»                                                  | Slow Rabbit, Pdogg, Jin                                         | 2:03     |  |
| 35:29 |                                                                   |                                                                 |          |  |

| Special Addition |                                                                   |                                                                 |          |  |
| N.º              | Título                                                            | Escritor(es)                                                    | Duración |  |
| 1.               | «Miss Right»                                                      | Pdogg, Slow Rabbit, "Hitman" Bang, Rap Monster, Suga, J-Hope    | 4:01     |  |
| 2.               | «I Like It» (좋아요; Joh-ayo (Slow Jam Remix))                    | Pdogg, Slow Rabbit, Rap Monster, Suga, J-Hope                   | 3:52     |  |
| 3.               | «Intro: Skool Luv Affair»                                         | Pdogg, Slow Rabbit, Rap Monster, Suga, J-Hope                   | 2:58     |  |
| 4.               | «Boy in Luv» (상남자; Sang-namja)                                 | Pdogg, "Hitman" Bang, Rap Monster, Suga, Supreme Boi            | 3:50     |  |
| 5.               | «Skit: Soulmate»                                                  |                                                                 | 1:32     |  |
| 6.               | «Where Did You Come From?» (어디에서 왔는지; Eodieseo Wassneunji) | Cream, Rap Monster, Suga, J-Hope                                | 4:00     |  |
| 7.               | «Just One Day» (하루만; Haruman)                                  | Pdogg, Rap Monster, Suga, J-Hope                                | 4:00     |  |
| 8.               | «Tomorrow»                                                        | Suga, Slow Rabbit, Rap Monster, J-Hope                          | 4:22     |  |
| 9.               | «BTS Cypher Pt. 2: Triptych»                                      | Supreme Boi, Rap Monster, Suga, J-Hope                          | 4:48     |  |
| 10.              | «Spine Breaker» (등골브레이커; Deung-gol Beuleikeo)               | Pdogg, OWO, Rap Monster, Suga, J-Hope, Slow Rabbit, Supreme Boi | 3:59     |  |
| 11.              | «Jump»                                                            | Suga, Pdogg, Supreme Boi, Rap Monster, J-Hope                   | 3:57     |  |
| 12.              | «Outro: Propose»                                                  | Slow Rabbit, Pdogg, Jin                                         | 2:03     |  |
| 43:17            |                                                                   |                                                                 |          |  |

## Desempeño comercial
El álbum debutó en la posición 3 en la Gaon Album Chart, y ascendió al 1 dos meses después, luego de las presentaciones de «Just One Day». El álbum también se posicionó tercero en la Billboard World Albums Chart. La edición especial del álbum debutó en el primer puesto en la Gaon Album Chart, en la segunda semana de mayo.

## Posicionamiento en listas
| Lista (2014)                            | Mejor posición |
| --------------------------------------- | -------------- |
| Corea del Sur (Gaon Chart)              | 3              |
| Estados Unidos (Billboard World Albums) | 3              |
| Japón (Oricon)                          | 32             |

| Lista (2014)               | Mejor posición |
| -------------------------- | -------------- |
| Corea del Sur (Gaon Chart) | 1              |

| Lista (2014)            | Mejor posición |
| ----------------------- | -------------- |
| Japón (Oricon)          | 92             |
| Japón (Billboard Japón) | 76             |

| Lista (2014)           | Mejor posición |
| ---------------------- | -------------- |
| Corea del Sur (Circle) | 4              |

| Lista (2014)           | Mejor posición |
| ---------------------- | -------------- |
| Corea del Sur (Circle) | 7              |

| País                             | Álbum                               | Año  | Posición |
| -------------------------------- | ----------------------------------- | ---- | -------- |
| Corea del Sur (Gaon Album Chart) | Skool Luv Affair                    | 2014 | 20       |
| Corea del Sur (Gaon Album Chart) | Skool Luv Affair (Special Addition) | 2014 | 98       |
| Corea del Sur (Gaon Album Chart) | Skool Luv Affair                    | 2015 | 65       |

## Ventas y certificaciones
| Lista                | Álbum                               | Ventas   |
| -------------------- | ----------------------------------- | -------- |
| Corea del Sur (Gaon) | Skool Luv Affair                    | 320 625+ |
| Corea del Sur (Gaon) | Skool Luv Affair (Special Addition) | 15 000   |

## Historial de lanzamientos
| País          | Fecha                                 | Formato              | Sello                                    |
| ------------- | ------------------------------------- | -------------------- | ---------------------------------------- |
| Corea del Sur | 12 de febrero de 2014                 | CD, descarga digital | Big Hit Entertainment LOEN Entertainment |
| Mundo         | 12 de febrero de 2014                 | Descarga digital     | Big Hit Entertainment LOEN Entertainment |
| Japón         | 18 de marzo de 2015                   | CD, descarga digital | Pony Canyon                              |
| Corea del Sur | 14 de mayo de 2014 (Special Addition) | CD, descarga digital | Big Hit Entertainment LOEN Entertainment |